# Zombie Cats
Zombie Cats (bürgerliche Namen Rouven Fehr und Ross Deschamp) sind deutsch-australische Drum-and-Bass-Produzenten, DJs und Sound Designer aus Hannover und Perth.

## Geschichte
Das Projekt startete im Sommer des Jahres 2014. Die Entscheidung unter einem gemeinsamen Namen Musik zu produzieren, wurde während einer Tournee auf einer Zugfahrt von Stettin nach Berlin getroffen. Über die nächsten Jahre arbeiteten Zombie Cats mit Labels wie Eatbrain, Liquicity, Dispatch oder Critical Music zusammen.
Im Jahre 2020 veröffentlichten Zombie Cats ihr erstes Album Mutation. Das Werk spiegelt die musikalische Veränderung, die das Projekt in den Jahren durchlebte, wider und beinhaltet Drum-and-Bass Musik in den Stilrichtungen Neurofunk, Techstep, Liquid-Funk und Jungle.
Neben Soloveröffentlichungen sind Zombie Cats durch Zusammenarbeiten mit Künstlern wie Mefjus oder T>I bekannt.
Als DJs legten Zombie Cats auf Festivals wie Let it Roll, Fusion, Imagination, X-Massacre oder im Cross-Club und Gretchen-Club auf.

## Diskografie

### Album
- Mutation (2020, Zombie Cats)
- Mutation Remixed (2021, Zombie Cats)
- Reanimation (2022, Zombie Cats)
- Tech Dreams (2023, Dispatch)

### EPs(Auswahl)
- Must Eat EP (2014, Eatbrain)
- Zombots EP (2015, Bad Taste Recordings)
- Cat Attack EP (2015, Commercial Suicide)
- Alive EP (2016, Eatbrain)
- Portal EP (2016, Major League)
- God & Monsters EP (2016, Major League)
- World Ends EP (2018, Eatbrain)
- All 4 You EP (2019, DIVIDID), mit Abis
- Chains EP (2021, Eatbrain)

### Singles(Auswahl)
- Grey Town (2014, Eatbrain)
- Future Lights (2014 Eatbrain), mit Concept Vision
- Fear & Circles / Sharakee (2016, Cause 4 Concern)
- Barbarian / RYU (2017, Major League), mit Redpill
- Existence / What (2018, Major League)
- Vandalism (2018, Ignescent Recordings)
- Cultures (2018, Viper), erschienen auf dem Album Bassrush 3.0
- Reflection (2018, Blackout), erschienen auf dem Album Evolutions Vol.6
- Last Day (2019, Bad Taste Recordings)
- Eclipse (2019, Viper), erschienen auf dem Album Viper Annual 2019
- Void (2019, Bad Taste Recordings), mit Vegas
- Falcon (2020, Bad Taste Recordings), mit Heist
- Naus / Exit (2020, Dispatch)
- Falling (2020, Galacy) mit Sarah Pellicano
- Before My Eyes (2020, Viper), erschienen auf dem Sampler Bassrush 4.0
- Side Step (2020, Critical Music), mit T>I
- On & On / Belong (2020, ProgRAM)
- Make Me Move / No More (2021, Liquicity), mit Smooth und Sarah Pellicano
- Lets Go (2021, Galacy)
- X-Step / Hard Spin (2021, PRSPCT), mit Sinister Souls
- Free Your Mind (2022, Zombie Cats)
- Surface (2022, Zombie Cats)
- Touch Me (2022, Galacy), mit NCT
- AUS (2022, Eatbrain)
- Running (2022, Zombie Cats)
- AIR (2022, Zombie Cats)
- Fade Out (2023, Wearezombiecats)
- Split (2023, Zombie Cats)
- Centauri / Slipped (2023, Dispatch), mit Redemptive
- Hear Me (2023, Zombie Cats), mit Carrier
- Hear You (2023, Zombie Cats), mit Ewan Bristow
- Flava VIP (2024, Zombie Cats)
- No Hurt No Lies (2024, Zombie Cats)
- Cops / Waverider (2024, DeVice), mit Shannan
- Diavolo / Amalfi (2024, Dispatch), mit Redemptive